# Pedicularis woodii
Pedicularis woodii är en snyltrotsväxtart som beskrevs av Robert Reid Mill. Pedicularis woodii ingår i släktet spiror, och familjen snyltrotsväxter. Inga underarter finns listade i Catalogue of Life.